# Maggie Chan
Maggie Chan (pseudônimo oriental de 陈美琪) é uma atriz nascida como Chen Wenjun (陈文俊), em Hong Kong, em 24 de setembro de 1957. Ficou conhecida por seu papel como Pequena Qing na adaptação da lenda da Serpente Branca de 1992, New Legend of Madame White Snake. Em 2019, a atriz para uma nova adaptação da série, A Lenda do Mestre Chinês como a mãe de Pequena Qing, interpretada por Shane Xiao.

## Biografia

### Primeiros Anos
Maggie Chan é a sexta criança de uma família de sete filhos. Foi deixada pela mãe em um convento na infância. Após uma de suas irmãs mais velhas saber de seu paradeiro, Chan é trazida novamente para a família. Porém esse convívio dura pouco tempo, sendo levada, então, para um orfanato.

### Início da Carreira
Aos 16 anos, Maggie Chan participou de sua primeira seleção artística para a TVB.
Em 1992, a atriz participa da série New Legend of Madame White Snake, ficando popular na China continental, sendo a versão da serpente verde Pequena Qing da lenda da Serpente Branca mais popular dentre as diversas versões cinematográficas desta lenda.

## Vida Pessoal
Após casar-se em 1979 com o filho do então magnata honconguês Ma Jincan, Ma Qingwei, Maggie Chan deixou a carreira artística. Após uma foto de Ma Qingwei beijando a também atriz Rosamund Kwan, Maggie Chan sofre um aborto espontâneo, deixando-a infértil. Seu casamento termina em 1986 e, neste mesmo ano, a atriz inicia o seu mestrado em administração pela Universidade de Macau, voltando a atuar logo em seguida.
Em 1999, Maggie Chan casou-se com o empresário estadunidense Xin Shangyong, após cinco meses de relacionamento.
Em 2008, Maggie Chan e o marido adotam Lucia, uma órfã de Xanxim com hidrocefalia.

## Filmografia

### Seriados de Televisão
| Ano  | Título                                          | Papel        | Notas         |
| ---- | ----------------------------------------------- | ------------ | ------------- |
| 1973 | Below the Lion Rock (獅子山下)                  | Gao Keyi     |               |
| 1978 | Giant (強人)                                    | Xiang Huizhi | [ 5 ]         |
| 1993 | New Legend of Madame White Snake (新白娘子传奇) | Pequena Qing | [ 2 ]         |
| 2019 | A Lenda do Mestre Chinês                        | Yu Furong    | Participação. |